# Nayi jezik
Nayi jezik (na’o, nao; ISO 639-3: noz), afrazijski jezik sjevernoomotske skupine, kojim u Etiopiji govori 3 660 ljudi (1994 popis) od 4 005 etničkih (1994 popis). S jezicima dizi [mdx] i sheko [she] čini podskupinu dizoid.
Govori se u nekoliko sela, u weredi Sheko: Aybera, Kosa, Jomdos; i u weredi Shoa Bench,  Dulkuma.

## Vanjske poveznice
- Ethnologue (14th)
- Ethnologue (15th)
- The Naya Language